# Transmisión de pensamientos
La transmisión del pensamiento es un tipo de trastorno delirante en el que la persona afectada cree que los demás pueden oír sus pensamientos internos, a pesar de una clara falta de pruebas. La persona puede creer que los que están cerca pueden percibir sus pensamientos o que éstos se transmiten a través de medios como la televisión, la radio o Internet. Cada persona puede experimentar la transmisión de pensamientos de una forma diferente. La transmisión de pensamientos es más frecuente entre las personas que padecen un trastorno psicótico, en concreto esquizofrenia.
La transmisión de pensamientos se considera un delirio grave e induce múltiples complicaciones, desde la falta de perspicacia hasta el aislamiento social. El delirio suele ir acompañado de otros síntomas. La transmisión de pensamientos se considera poco frecuente. En un estudio, por ejemplo, tenía una prevalencia del 6% entre los individuos con esquizofrenia.
La transmisión de pensamientos está relacionada con problemas de autocontrol (la capacidad de distinguirse de los demás). Este tipo de delirio puede tratarse con antipsicóticos y psicoterapia. El delirio forma parte de los síntomas de primer rango de la esquizofrenia de Schneider. El diagnóstico de la enfermedad puede realizarse utilizando el DSM-5 o el CIE-11.

## Definición
Existen varias interpretaciones de la transmisión de pensamientos en la literatura, pero se han reconocido tres definiciones principales. Según la primera definición, la transmisión de pensamientos se produce cuando una persona oye sus propios pensamientos en voz alta. Esta definición sugiere que el individuo experimenta una alucinación auditiva. Apareció por primera vez en el libro de Kraepelin Dementia Praecox and Paraphrenia. La segunda definición implica que un individuo siente que sus pensamientos se escapan silenciosamente de su mente, sin ser necesariamente audibles para los demás. Esto contrasta con el retraimiento del pensamiento, un fenómeno similar, ya que los pensamientos se disipan pasivamente hacia el exterior en lugar de ser eliminados activamente. La tercera y última definición postula que la transmisión de pensamientos se produce cuando los demás piensan en unión con el individuo, sin necesidad de que los pensamientos sean audibles. Fue descrita por primera vez por Schneider en 1959 y se considera la definición más importante.

## Signos y síntomas

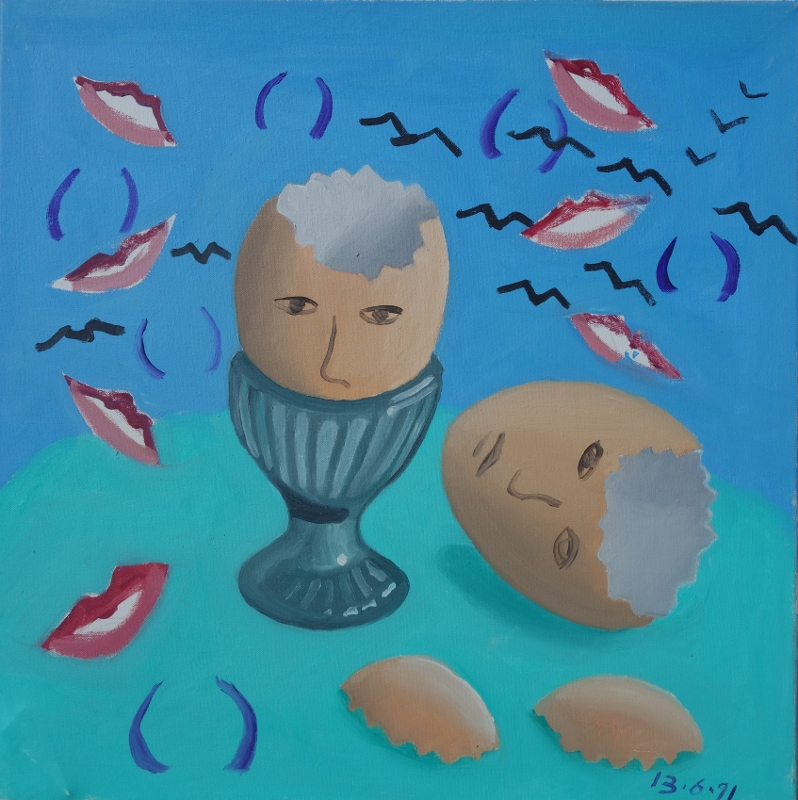
En el autorretrato de Bryan Charnley, expresa su temor a que alguien acceda a sus pensamientos a través de la telepatía. Los huevos rotos simbolizan su mente desprovista de contenido, mientras que los pájaros que vuelan representan sus pensamientos.

La transmisión de pensamientos es la creencia persistente y angustiosa de que los pensamientos propios son accesibles a otras personas, que continúa incluso cuando se presentan pruebas de lo contrario.Esta afección es frecuente entre las personas con esquizofrenia y se considera un síntoma positivo; sin embargo, también puede manifestarse durante los episodios maníacos del trastorno bipolar, la depresión psicótica, el trastorno psicótico breve y el trastorno esquizoafectivoLa transmisión de pensamientos es poco frecuente y no existen diferencias significativas en su aparición entre sexos.Este tipo de delirio también se considera uno de los más graves, debido a su efecto significativo en el bienestar mental. Dentro de la población de individuos con esquizofrenia, la transmisión de pensamientos tiene una prevalencia de aproximadamente el 6%, según un estudio. Este tipo de delirio rara vez se produce de forma aislada; con frecuencia coexiste con otros síntomas, como alucinaciones verbales auditivas, alucinaciones somáticas, delirios de control, delirio de culpa, delirios sexuales y despersonalización.
La difusión del pensamiento suele ir acompañada de un menor funcionamiento, calidad de vida, pensamiento mágico y falta de perspicacia y juicio. También puede contribuir a los síntomas de depresión y ansiedad. La transmisión de pensamientos conduce de forma recurrente a cambios en la privacidad mental, la ubicación y la agencia. También puede desdibujar los límites del ego. Puede considerarse una manifestación de agnosia autónoma, es decir, un déficit en la capacidad para identificar acontecimientos mentales autogenerados, junto con la inserción de pensamientos y otros.
Este tipo de delirio influye tanto en la producción como en la percepción del habla. Con el tiempo, la transmisión de pensamientos puede moldear la forma de pensar. Si alguien dice una palabra o frase similar a lo que el paciente puede haber estado pensando, podría catalizar el delirio, especialmente si ocurre con bastante frecuencia.

### Asociación con el trastorno obsesivo-compulsivo
Existe una comorbilidad muy alta entre el trastorno obsesivo-compulsivo (TOC) y la esquizofrenia.Esto puede ser el resultado de síntomas obsesivo-compulsivos que se presentan inicialmente o empeoran con el uso de antipsicóticos atípicos, una modalidad de tratamiento común para la esquizofrenia.Los pensamientos intrusivos -pensamientos, ideas e imágenes involuntarios y no deseados- constituyen un síntoma central del TOC. Cuando estos pensamientos intrusivos se unen a la transmisión de pensamientos, provoca una preocupación especial de que éstos puedan ser aprehendidos por otras personas, lo que resulta en un aumento de la ansiedad y la vergüenza, lo que lleva al aislamiento social -una conducta de seguridad-. El alivio que proporciona el aislamiento refuerza entonces la creencia de que el individuo necesita mantenerse alejado de los demás.

## Causas
Las alucinaciones auditivas suelen representarse como voces maliciosas que poseen conocimientos sobre los pensamientos o acciones privados y vergonzosos de la persona, que ésta preferiría mantener ocultos. En estas situaciones, la difusión del pensamiento surge como una incapacidad para ocultar los propios pensamientos. También se cree que este tipo de delirio está relacionado con problemas en el control de sí mismo y de los demás, es decir, cuando un individuo ajusta la representación de sí mismo y de los demás en las interacciones sociales.El abuso de metanfetamina puede inducir psicosis, incluida la difusión de pensamientos.Una teoría sugiere que cuando los dos hemisferios cerebrales no están integrados de forma eficaz, el hemisferio izquierdo puede no identificar el origen de los sentimientos y pensamientos que se originan en el hemisferio derecho. Como resultado, los individuos pueden experimentar la creencia errónea de que estos pensamientos y emociones están siendo insertados en (inserción de pensamientos), eliminados de (retirada de pensamientos) o transmitidos fuera de su propia cabeza (transmisión de pensamientos).

## Tratamiento
Los individuos con transmisión de pensamientos tienen una menor aceptación del tratamiento.Tanto la medicación antipsicótica como la psicoterapia, especialmente la terapia cognitivo-conductual, pueden ser útiles. En un estudio de caso, la terapia cognitivo-conductual y la terapia de exposición ayudaron a reducir significativamente la convicción de la transmisión de pensamientos.En otro estudio de caso, en el que un individuo con esquizofrenia también presentaba síntomas obsesivo-compulsivos (SCO) comórbidos, el tratamiento de estos síntomas ayudó a reducir la transmisión de pensamientos.Este delirio no afecta significativamente al pronóstico de los pacientes con psicosis, aunque se observa con más frecuencia en la esquizofrenia con mal pronóstico.

## Diagnóstico y clasificación
La difusión del pensamiento fue descrita inicialmente por Emil Kraepelin en su obra de 1913, Psychiatrie. A mediados de la década de 1900, Kurt Schneider clasificó la transmisión de pensamiento como típica de la esquizofrenia, englobándola como síntoma de primer rango junto con otros 7. Desde entonces, el delirio se ha incorporado al Manual Diagnóstico y Estadístico de los Trastornos Mentales (DSM-5) y a los criterios diagnósticos de la Clasificación Internacional de Enfermedades (CIE-11).El DSM-5 describe once categorías de delirios, entre las que se incluye la transmisión de pensamientos. La CIE-11 lo caracteriza como en experiencias de influencia, pasividad y control, junto con la inserción y retirada del pensamiento. El DSM-5 especifica la transmisión de pensamientos como la creencia de que los pensamientos propios se transmiten y, en consecuencia, son percibidos por los demás. También lo clasifica como extraño: un delirio de naturaleza inverosímil e incomprensible.Por el contrario, la CIE-11 proporciona una descripción más amplia, afirmando que los pensamientos de un individuo son accesibles a los demás, lo que les permite conocer el contenido de esos pensamientos.Además, incluye la transmisión de pensamientos como uno de los síntomas centrales para diagnosticar la esquizofrenia.